# Canton de Romilly-sur-Seine-1
Le canton de Romilly-sur-Seine-1 est une ancienne division administrative française située dans le département de l'Aube en région Champagne-Ardenne.

## Géographie
Ce canton était organisé autour de Romilly-sur-Seine dans l'arrondissement de Nogent-sur-Seine. 

## Histoire
En 1973, le canton de Romilly-sur-Seine est divisé en deux.
Par le décret du 21 février 2014, le canton est supprimé à compter des élections départementales de mars 2015. Les communes qui le composaient sont réparties entre les cantons de Romilly-sur-Seine et de Saint-Lyé.

## Administration

### Canton de Romilly-sur-Seine: conseillers généraux de 1833 à 1973
| Période | Période      | Identité                                                                      | Étiquette                       | Qualité |
| ------- | ------------ | ----------------------------------------------------------------------------- | ------------------------------- | --- |
| 1833    | 1839         | Olry Worms de Romilly                                                         |                                 | Banquier Président du Consistoire central israélite de France de 1826 à 1843 Adjoint au maire du 5e arrondissement de Paris de 1801 à 1814 Propriétaire du château de Romilly-sur-Seine |
| 1839    | 1844         | Paul Périer                                                                   |                                 | Banquier à Paris |
| 1844    | 1852         | Auguste Casimir-Perier                                                        | Centre droit puis Centre gauche | Diplomate Député de la Seine (1846-1848) Député de l'Aube (1849-1851 et 1871-1875) |
| 1852    | 1855         | Joseph Armand Vincent                                                         |                                 | Notaire et Maire de Romilly-sur-Seine (1849-1855) |
| 1855    | 1864         | Marquis Charles Marquis d'Arbouville de Chambon de Trousseauville (1833-1914) |                                 | Ancien Préfet Propriétaire à Troyes |
| 1864    | 1865         | Ernest Roy (1820-1908)                                                        |                                 | Inspecteur des Finances Directeur général de l'Enregistrement des Domaines et du Timbre, Paris                                                                                          |
| 1865    | 1871         | Marquis Charles Marquis d'Arbouville de Chambon de Trousseauville             |                                 | Ancien Préfet Propriétaire à Troyes |
| 1871    | 1880 (décès) | Camille Lenfant                                                               |                                 | Maire de Romilly-sur-Seine (1870-1877) |
| 1880    | 1910         | Pacifique Gillot                                                              | Républicain                     | Notaire - Maire de Romilly-sur-Seine (1884-1888) |
| 1910    | 1934         | Léon Lesage (1858-1938)                                                       | Rad. puis Rad.ind.              | Bonnetier Président du Conseil général (1925-1934) Bonnetier à Romilly-sur-Seine |
| 1934    | 1940         | Jacques Grumbach                                                              | SFIO                            | Négociant à Paris Conseiller municipal de Romilly-sur-Seine Décédé en 1942, Mort pour la France                                                                                         |
|         |              |                                                                               |                                 | |
| 1943    | 1945         | René Bellemère                                                                | ?                               | Industriel Maire de Romilly-sur-Seine Nommé conseiller départemental en 1943 |
|         |              |                                                                               |                                 | |
| 1945    | 1951         | Gaston Michel                                                                 | SFIO                            | Caoutchoutier à Romilly-sur-Seine |
| 1951    | 1958         | René Bellemère                                                                | DVD                             | Industriel Maire de Romilly-sur-Seine (1941-1944) |
| 1958    | 1964         | Charles Ruppli                                                                | MRP                             | Médecin à Romilly-sur-Seine |
| 1964    | 1970         | Maurice Camuset                                                               | PCF                             | Ouvrier aux ateliers SNCF de Romilly-sur-Seine Maire de Romilly-sur-Seine (1949-1958 et 1959-1983)                                                                                      |
| 1970    | 1973         | Paul Granet                                                                   | UDR puis UDF                    | Député (1967-1981) |

### Canton de Romilly-sur-Seine-1 (1973 à 2015)
| Période | Période | Identité     | Étiquette    | Qualité                                                                  |
| ------- | ------- | ------------ | ------------ | ------------------------------------------------------------------------ |
| 1973    | 2001    | Paul Granet  | UDR puis UDF | Député (1967-1981) Secrétaire d'État (1974-1976)                         |
| 2001    | 2015    | Jean Botella | UMP          | Pharmacien retraité Conseiller municipal de Maizières-la-Grande-Paroisse |

### Conseillers d'arrondissement du canton de Romilly (de 1833 à 1940)
Le canton de Romilly avait deux, puis trois conseillers d'arrondissement.
| Période                                  | Période      | Identité                             | Étiquette                | Qualité |
| ---------------------------------------- | ------------ | ------------------------------------ | ------------------------ | --- |
| 1833                                     | 1836         | Félix Fortier                        |                          | Maire de Pars-lès-Romilly |
| 1833                                     | 1848         | M. Doré                              |                          | Maire de Fontaines |
| 1836                                     | 1842         | M. Devaulnay-Chérest                 |                          | Avoué à Nogent-sur-Seine |
| 1842                                     | 1848         | Camille Lenfant (1807-1879)          |                          | Notaire, maire de Romilly |
|                                          |              |                                      |                          | |
| 1871                                     | 1888 (décès) | Charles Savinien Félizet (1833-1888) |                          | Médecin, propriétaire à Maizières-la-Grande-Paroisse                                                                              |
| 1871                                     |              | Léon Lesage                          |                          | Industriel à Romilly-sur-Seine |
| 1871                                     |              | Eusèbe Boudard                       |                          | Quincaillier à Romilly-sur-Seine                                                                                                  |
|                                          |              |                                      |                          | |
|                                          | 1902 (décès) | M. Clément                           |                          | |
|                                          |              |                                      |                          | |
| 1907                                     | 1925         | Jules Biaudé                         | SFIO                     | Directeur d'usine (établissements Claverie), premier adjoint au maire de Romilly-sur-Seine                                        |
| 1907                                     | 1913         | Léon Osmin (1866-1935)               | SFIO                     | Instituteur, puis employé de l’administration des finances                                                                        |
|                                          | 1913         | M. Laurent                           | Républicain progressiste | Médecin |
| 1913                                     | 1919         | Vincent Garnier                      | Républicain progressiste | Propriétaire à Romilly |
| 1913                                     | 1919         | M. Pelletier                         | Républicain progressiste | |
|                                          | 1919         | Camille Bouhenry                     |                          | Agriculteur à Saint-Martin-de-Bossenay, Président du comice agricole                                                              |
| 1919                                     | 1925         | Louis Bouiller (1884-1956)           | SFIO                     | Cheminot, secrétaire du syndicat des cheminots de Romilly-sur-Seine                                                               |
| 1919                                     | 1925         | Armand Heuillard (1878-1940)         | SFIO                     | Ouvrier bonnetier, conseiller municipal de Romilly-sur-Seine                                                                      |
| 1925                                     | 1937         | Charles Massey                       | Rad.                     | Agriculteur, maire de Crancey |
| 1925                                     | 1926 (décès) | René Valdemar (1880-1926)            | SFIO                     | Ouvrier coutelier, Romilly-sur-Seine                                                                                              |
| 1925                                     | 1937         | Édouard Bonnaux                      | SFIO                     | Ouvrier caoutchoutier Fondateur d'une compagnie d'assurance ouvrière contre l'incendie, conseiller municipal de Romilly-sur-Seine |
| 1931                                     | 1940         | Charles Racine (1889-1973)           | SFIO                     | Ouvrier mécanicien à l'Aviation, conseiller municipal de Romilly-sur-Seine                                                        |
| 1937                                     | 1940         | Aimé Nicolas Lombardot (1901-1967)   | SFIO                     | Maire de Gélannes |
| 1937                                     | 1940         | Aimé Leplat                          | SFIO                     | Ouvrier bonnetier, Ossey-les-Trois-Maisons                                                                                        |
| 1940                                     |              |                                      |                          | Les conseils d'arrondissement ont été suspendus par la loi du 12 octobre 1940 et n'ont jamais été réactivés                       |
| Les données manquantes sont à compléter. |              |                                      |                          | |

## Composition
- L'ancien canton de Romilly (1833 à 1973) était composé des communes de : Romilly-sur-Seine, Crancey, Ferreux, Fontaine, Fosse-Corduan, Gélannes, Maizières, Origny-le-Sec, Orvilliers, Ossey, Pars, Quincey, Saint-Hilaire, Saint-Loup et Saint-Martin.

- Le canton de Romilly-sur-Seine-1 comprenait une fraction de la commune de Romilly-sur-Seine et onze autres communes[9]. Il comptait 9 558 habitants (population municipale) au 1er janvier 2012.

| Nom                           | Code Insee | Intercommunalité                   | Population (dernière pop. légale)              |
| ----------------------------- | ---------- | ---------------------------------- | ---------------------------------------------- |
| Romilly-sur-Seine (chef-lieu) | 10323      | CC des Portes de Romilly-sur-Seine | Fraction : 3 047(2012) Commune : 14 303 (2014) |
| Crancey                       | 10114      | CC des Portes de Romilly-sur-Seine | 749 (2014)                                     |
| La Fosse-Corduan              | 10157      | CC de l'Orvin et de l'Ardusson     | 207 (2014)                                     |
| Gélannes                      | 10164      | CC des Portes de Romilly-sur-Seine | 739 (2014)                                     |
| Maizières-la-Grande-Paroisse  | 10220      | CC des Portes de Romilly-sur-Seine | 1 527 (2014)                                   |
| Origny-le-Sec                 | 10271      | CC de l'Orvin et de l'Ardusson     | 646 (2014)                                     |
| Orvilliers-Saint-Julien       | 10274      | CC de l'Orvin et de l'Ardusson     | 320 (2014)                                     |
| Ossey-les-Trois-Maisons       | 10275      | CC de l'Orvin et de l'Ardusson     | 587 (2014)                                     |
| Pars-lès-Romilly              | 10280      | CC des Portes de Romilly-sur-Seine | 836 (2014)                                     |
| Saint-Hilaire-sous-Romilly    | 10341      | CC des Portes de Romilly-sur-Seine | 339 (2014)                                     |
| Saint-Loup-de-Buffigny        | 10347      | CC de l'Orvin et de l'Ardusson     | 222 (2014)                                     |
| Saint-Martin-de-Bossenay      | 10351      | CC de l'Orvin et de l'Ardusson     | 362 (2014)                                     |

## Démographie
| 1975 | 1982 | 1990  | 1999  | 2006  | 2011  | 2012  |
| ---- | ---- | ----- | ----- | ----- | ----- | ----- |
| -    | -    | 9 059 | 8 986 | 9 345 | 9 406 | 9 558 |